# Jacquiniella globosa
Jacquiniella globosa é uma espécie de planta do gênero Jacquiniella e da família Orchidaceae.
Jacquiniella globosa é uma espécie comum em todas as áreas de floresta úmida do Neotrópico. No Brasil tem registro para quase todos os estados amazônicos e da Mata Atlântica, mas não chega ao Rio Grande do Sul. É reconhecida em relação às outras espécies brasileiras por ser vegetativamente muito menor, com caules finos e folhas bem pequenas, e flores minúsculas, que não abrem.

## Taxonomia
A espécie foi descrita em 1920 por Rudolf Schlechter.
Os seguintes sinônimos já foram catalogados:  
- Epidendrum globosum  Jacq.
- Cymbidium globosum  (Jacq.) Sw.
- Isochilus globosus  (Jacq.) Lindl.

## Forma de vida
É uma espécie epífita, rupícola e herbácea.

## Descrição
| Caule                         | Caule                                            |
| ----------------------------- | ------------------------------------------------ |
| caule                         | curto até 15 centímetros                         |
| Folha                         |                                                  |
| folha                         | até 2                                            |
| largura das folhas            | 1 a 1                                            |
| Inflorescência                |                                                  |
| comprimento da bráctea floral | cerca de 1 milímetros                            |
| inflorescência                | fascículo terminal                               |
| Flor                          |                                                  |
| ovário                        | subséssil                                        |
| sépala                        | oblongo-elíptica/oblongo ovada/aguda/apiculada   |
| comprimento das sépalas       | até 3                                            |
| sépala lateral                | levemente gibosa                                 |
| pétala                        | oblanceolada/aguda/elíptica/ovado elíptica/até 2 |

## Conservação
A espécie faz parte da Lista Vermelha das espécies ameaçadas do estado do Espírito Santo, no sudeste do Brasil. A lista foi publicada em 13 de junho de 2005 por intermédio do decreto estadual nº 1.499-R.

## Distribuição
A espécie é encontrada nos estados brasileiros de Alagoas, Amazonas, Bahia, Ceará, Espírito Santo, Pará, Pernambuco, Paraná, Rio de Janeiro, Roraima, Santa Catarina, Sergipe e São Paulo.
Em termos ecológicos, é encontrada nos  domínios fitogeográficos de Floresta Amazônica e Mata Atlântica, em regiões com vegetação de campos de várzea, floresta de terra firme, floresta de inundação, floresta estacional semidecidual e floresta ombrófila pluvial.